# Markus Schimpp

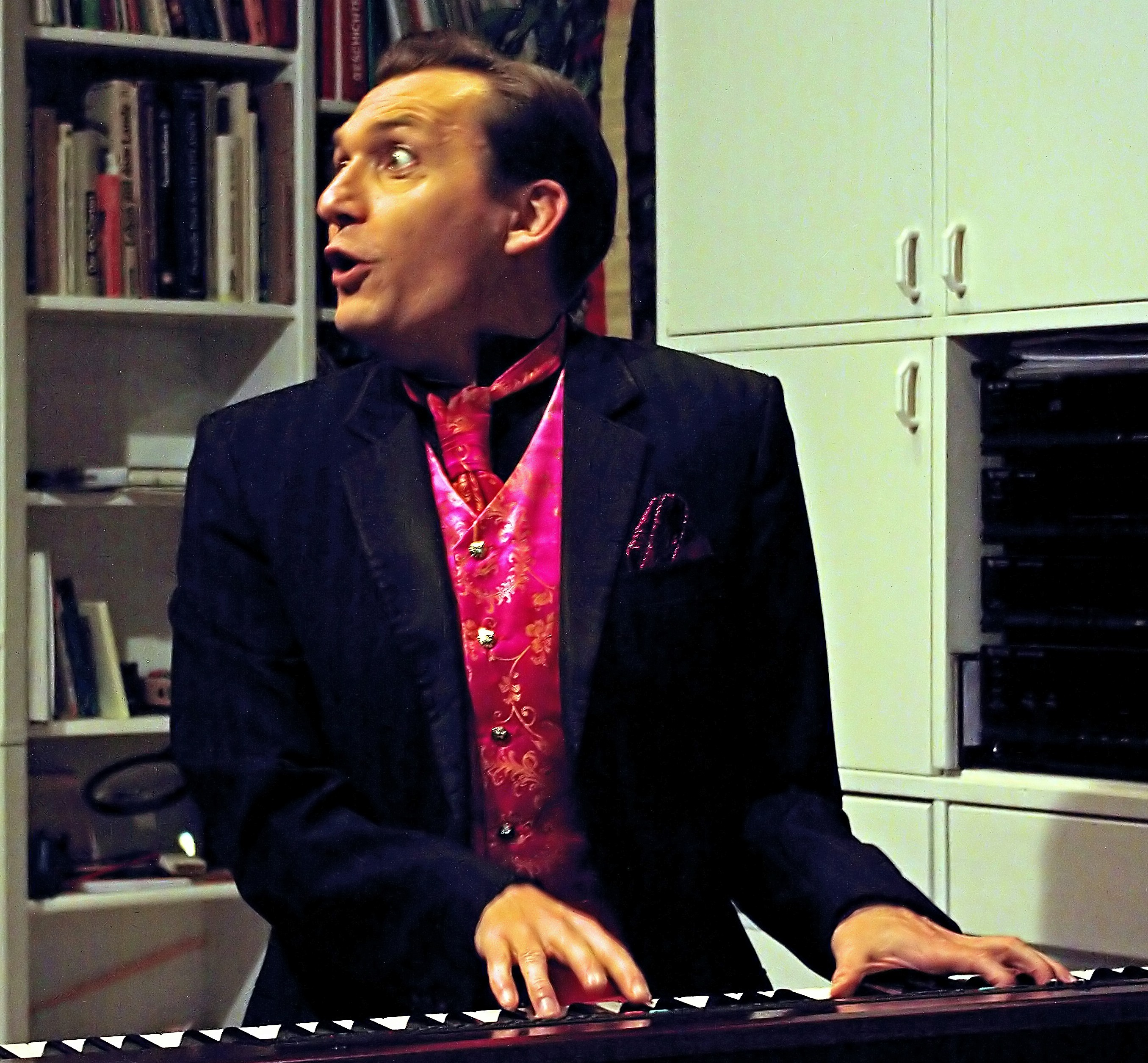
Markus Schimpp, April 2012

Markus Schimpp (* 29. Mai 1964 in Augsburg) ist ein deutscher Pianist, Komponist, Moderator und Bühnenkünstler.

## Leben
Markus Schimpp studierte Musik am  Leopold-Mozart-Konservatorium in seiner Geburtsstadt Augsburg. Nach seinen Examina (Staatliche Musikreife Klavier, Musiklehrer für Klavier und Oboe) begann er eine Tätigkeit als Bühnenkünstler.
Mit Soloprogrammen tritt er seitdem in Deutschland und der Schweiz auf, u. a. im Hansa-Theater (Hamburg), im Wintergarten (Varieté) in Berlin, im Variété Friedrichsbau (Stuttgart), im Tigerpalast Frankfurt am Main, im Roncalli’s Apollo-Varieté in Düsseldorf.
Seit 2004 gestaltet er daneben auch Programme mit der Sopranistin Christine Gogolin; als Duo nennen sie sich „Pink Moll“ und haben Kleinkunstpreise gewonnen.
Markus Schimpp komponiert Bühnenmusiken, Chansons, Filmmusik und für Klavier Solo. Darüber hinaus vertont er Stummfilme und begleitet sie live am Klavier. Seine Komposition für Diabolo, Klavier und Orchester wurde im Januar 2012 in der Philharmonie München aufgeführt, bei Roncallis „Circus meets Classic“.
In der Coronazeit 2020/2021 erhielt Schimpp Stipendien der NRW Stiftung, des Musikfonds e. V. und er GEMA, für Kompositionsaufträge. In dieser Zeit veröffentlichte er zwei Soloalben und einen Notenband („Grandma´s Boy“ 30 musikalische Stummfilmszenen für Klavier Solo). Markus Schimpp lebte von 1999 bis 2004 in Berlin; heute wohnt er in Bonn.

## Auszeichnungen
- Preisträger beim 13. Fidelio-Kompositionswettbewerb für Klavier 2022, Madrid
- Jurypreis Stockstädter Römerhelm 2009, mit Christine Gogolin als Pink Moll.[1]
- Amici Artium, Ottobrunn, 2. Preis 2008, mit Christine Gogolin

## CDs
- „... so oft bis du mich Liebling nennst“ (Solo-CD 1995)
- „Lüsterarien“ (Solo-CD 2002, bei duo-phon) https://schimpp.de/luesterarien.html
- „Yearning for Silence“ for Piano Solo (Solo-CD 2019 bei NEOS 11913)
- „Blue Hour Piano Book“ for Piano Solo  Juni 2021 (E-Album https://artists.landr.com/692531021540)
- „LieBÖSlieder“ Kabarettchansons von und mir Markus Schimpp (Oktober 2021) (Solo-CD https://www.schimpp-music.com/lieboslieder.html)
- „Morgenstern“ – Ein musikalisches Hörbuch (Erschienen Oktober 2022) https://artists.landr.com/692531957375